# HD 216523
HD 216523，又名BD+49 3962，SAO 34917、HR 8705，是一颗恒星，视星等为6.46，位于銀經104.37，銀緯-8.14，其B1900.0坐标为赤經22h 48m 32.3s，赤緯+49° -8.14′ 51″。